# Ducati Desmosedici
Ducati Desmosedici è una famiglia di motociclette da competizione realizzate dalla casa motociclistica italiana Ducati per gareggiare nel motomondiale classe MotoGP, a partire dalla stagione agonistica 2003. Ogni nuovo modello realizzato mantiene il medesimo nome e viene identificato da una specifica sigla che indica l'anno di debutto.

## Contesto

La presentazione del primo prototipo della Desmosedici al Mugello, 30 maggio 2002

Dopo aver passato un periodo di crisi sotto la gestione statale, con il cambio di proprietà avvenuto a metà degli anni ottanta la Ducati intraprese una risalita tecnica ed economica, tornando a produrre modelli a elevate prestazioni e riprendendo l'attività sportiva abbandonata all'inizio degli anni settanta.
In particolare la Ducati si concentrò sul Campionato mondiale Superbike dove ottenne numerosi successi con le proprie motociclette bicilindriche a quattro tempi. L'intenzione di puntare anche alla classe regina del motomondiale, la neonata MotoGP, nacque in concomitanza dei nuovi regolamenti introdotti nel 2002 che prevedevano l'impiego di propulsori a quattro tempi, tipici della tradizione e dell'esperienza Ducati.
Nel maggio 2001 la Ducati annunciò pubblicamente l'intenzione di entrare in MotoGP e a febbraio 2002 presentò il primo progetto del motore.
La moto fu mostrata al pubblico in occasione del Gran Premio d'Italia 2002 al Mugello, partecipando poi ai test collettivi che si tennero il lunedì dopo l'ultima gara dell'anno nelle mani del pilota Troy Bayliss e del collaudatore Vittoriano Guareschi; proseguì lo sviluppo durante l'inverno e partecipò al campionato 2003 con la moto chiamata Desmosedici GP3.
Il nome Desmosedici indica le peculiarità del motore, attualmente unico nel motomondiale poiché dotato di distribuzione desmodromica a sedici valvole.
La sigla GP sta a indicare che è la moto impiegata nella categoria MotoGP, mentre il numero seguente rappresentava l'anno di debutto della moto.

## Tecnica
Il progetto Desmosedici nacque da un team di tecnici capitanati dall'ingegnere Filippo Preziosi, con la collaborazione di Alan Jenkins (tecnico con anni di esperienza in Formula 1) e sotto la guida di Claudio Domenicali, all'epoca amministratore delegato di Ducati Corse. Nel corso delle stagioni la moto è stata sottoposta a evoluzioni e cambiamenti, anche radicali, mantenendo come unica costante il motore a distribuzione desmodromica, che la rende unica nel panorama della MotoGP.
Per la stagione 2013 il ruolo di Preziosi venne assunto da Bernhard Gobmeier, a sua volta sostituito l'anno seguente da Luigi Dall'Igna, che è l'attuale responsabile del progetto Desmosedici.

### Motore
Nelle fasi preliminari di studio del progetto venne valutata la possibilità di impiegare un bicilindrico, seguendo la tradizione della Casa, ma la scelta fu scartata per le notevoli complicazioni che sarebbero sorte per ottenere potenze paragonabili a quelle dei concorrenti a 4 e 5 cilindri. Si optò quindi per un'architettura a 4 cilindri a V di 90°, soluzione che è rimasta immutata finora, così come il sistema di distribuzione desmodromica che consente di raggiungere alti regimi di rotazione senza ricorrere a sistemi di richiamo pneumatico delle valvole, ritenuti più complessi e meno affidabili.
L'iniezione elettronica è di tipo indiretto, con iniettori posti al di sopra dei quattro corpi farfallati. La distribuzione è a doppio albero a camme con quattro valvole per cilindro; il raffreddamento è a liquido.
Conformemente ai regolamenti, dal 2003 fino al 2006 la cilindrata è stata di 989 cm³; dal 2007 al 2011 di 799 cm³; dal 2012 ad oggi di 1000 cm³.
Nel 2002, alla presentazione del motore, la Ducati dichiarava una potenza massima di oltre 220 cavalli a 16.000 rpm, con una coppia massima pari a 100 Nm a 14.000 rpm; nel 2004 la potenza dichiarata era superiore ai 230 cavalli a 16.500 giri al minuto, con valore di coppia invariato; questi dati continuarono ad essere dichiarati tali dalla Ducati fino al 2006.
Le Ducati Desmosedici GP7 e GP8 da 799 cm³ di cilindrata erogavano una potenza superiore ai 200 CV, mentre la casa costruttrice non ha più fornito alcun dato riguardante la coppia.
Con il debutto del motore da 1000 cm³ sulla GP12 viene dichiarata una potenza superiore ai 230 CV, valore ritoccato con i modelli successivi: sulla GP13 la potenza sale a oltre 235 CV, con la GP15 supera i 240 CV mentre per il modello 2016 vengono dichiarati oltre 245 CV. La versione GP17 supera i 250 CV dichiarati.
Il cambio ha sei rapporti con trasmissione finale a catena; durante la stagione 2011 la Ducati ha introdotto la propria versione di cambio seamless.

### Ciclistica

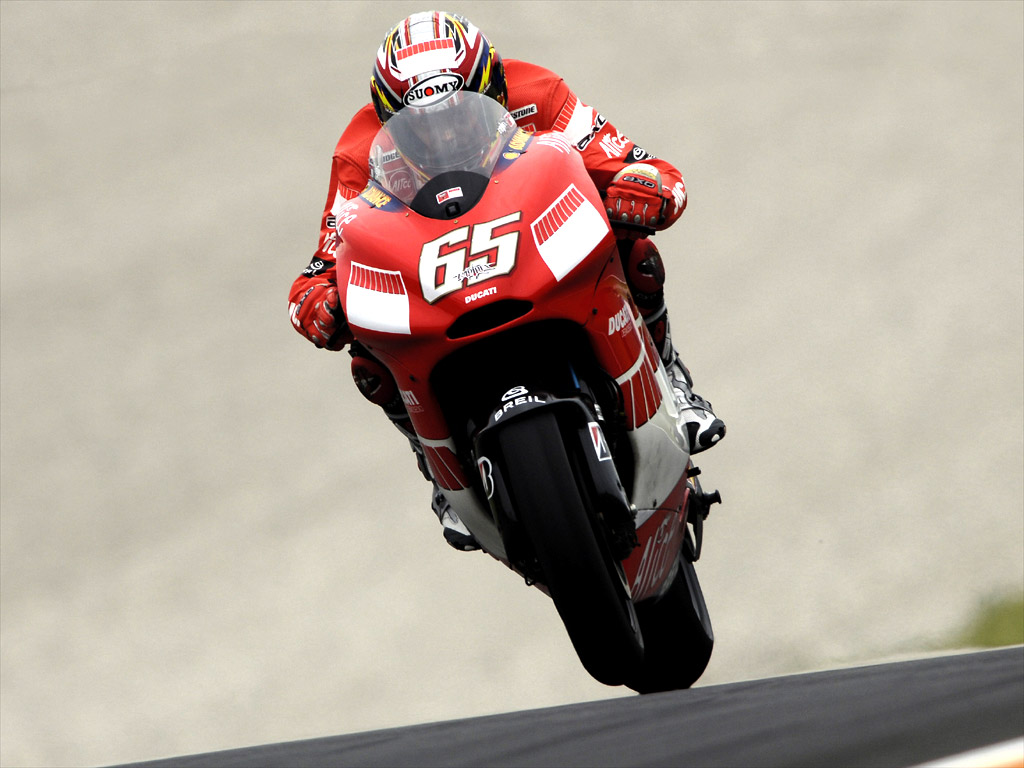
Loris Capirossi sulla Desmosedici GP6 (2006)

Le versioni dalla GP3 fino alla GP8 impiegavano un telaio a traliccio tubolare in acciaio, con la peculiarità di avere il motore a funzione portante, altra caratteristica unica tra le MotoGP.
Il traliccio infatti aveva la sola funzione di collegare il cannotto di sterzo e il supporto sella al propulsore, sul quale venivano vincolati il perno del forcellone e il bilanciere della sospensione posteriore. Questo concetto fu estremizzato con la GP7: il telaietto anteriore era disgiunto dal supporto sella, ed entrambi erano fissati al motore che diventava quindi l'elemento centrale di tutta la ciclistica.
Con la GP9, pur mantenendo il motore portante, si abbandonò il telaietto in traliccio di tubi sostituendolo con una monoscocca in fibra di carbonio che fungeva anche da airbox. Nel corso del 2009 debuttò anche il forcellone in fibra di carbonio in luogo di quello in alluminio.
La soluzione del telaio in materiale composito venne mantenuta fino alla GP11, ma già durante l'ultima parte della stagione 2011 fu sostituito da uno scatolato in alluminio.
Dalla GP12 in poi è stato adottato un classico telaio perimetrale a doppia trave in alluminio, con il retrotreno vincolato ad esso, che ha quindi sancito l'abbandono del concetto di motore portante.

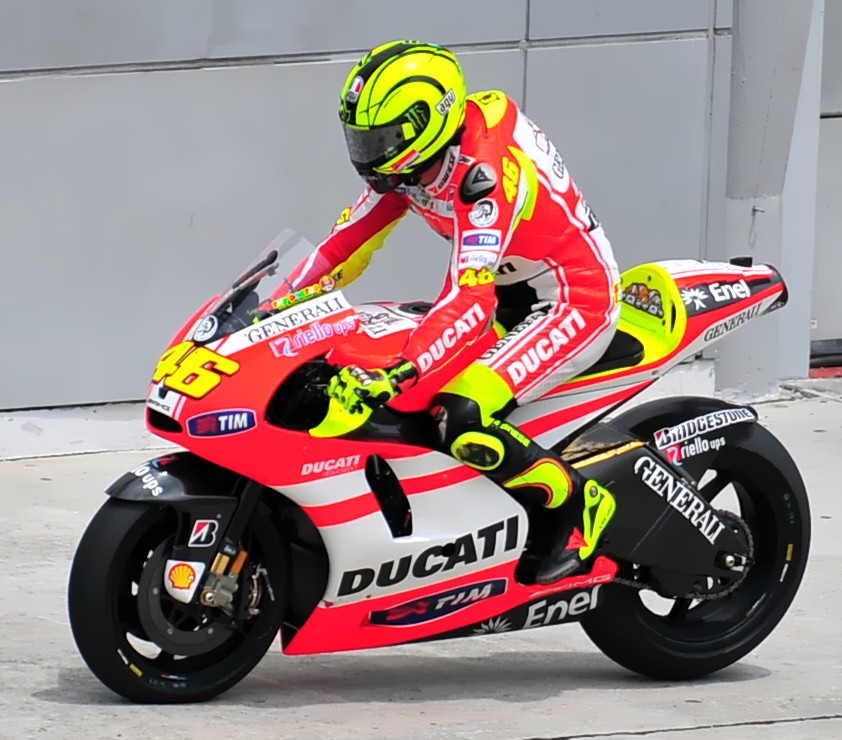
Valentino Rossi sulla Desmosedici nei test prestagionali del 2011

Con l'avvento della GP15 la Desmosedici rivoluziona il telaio, mantenendo il concetto di telaio bi-trave ma con gli attacchi di essi non più sulle testate, ma sul basamento del motore.
Sino al 2004 la Ducati utilizzava gomme sviluppate dalla Michelin; dal 2005 venne siglato un nuovo accordo con la Bridgestone per la fornitura degli pneumatici. Questa collaborazione ebbe il suo apice nel 2007 quando i due costruttori conquistarono il loro primo iride nel motomondiale. Dal 2016, a seguito del cambiamento di fornitore unico per la MotoGP, la Desmosedici torna a impiegare pneumatici Michelin.
Tutto l'impianto frenante è stato progettato in collaborazione con la Brembo; all'avantreno la Desmosedici monta un doppio freno a disco in carbonio, che può essere sostituito con uno in acciaio in caso di condizioni meteo sfavorevoli.
Questi dischi hanno un diametro di 320 millimetri e vengono bloccati da pinze d'alluminio a quattro pistoncini contrapposti (due per lato), al posteriore invece è montato in ogni circostanza meteorologica un disco d'acciaio con pinza a due pistoncini.

### Aerodinamica
Fin dall'inizio del progetto Ducati ha investito molto sull'aerodinamica delle Desmosedici, affidandone lo sviluppo a un tecnico come Alan Jenkins con anni di esperienza in Formula 1.
Una delle principali innovazioni è stato lo sviluppo delle appendici alari. Sebbene non siano state una novità assoluta nel motomondiale (MV Agusta le testò già nel 1972, Yamaha nel 1999, ma entrambe con scarso successo), Ducati è stata sicuramente quella che le ha costantemente sviluppate e impiegate con risultati, al punto di renderle di fatto lo standard adottato da tutti i costruttori attualmente in MotoGP.
Dopo molti test, Ducati introdusse le ali per la prima volta al Gp di Germania del 2010. In quella occasione le Desmosedici GP10 furono dotate di due flap ai lati della carenatura anteriore, con lo scopo di migliorare il raffreddamento e la stabilità della moto. Tali appendici vennero testate in differenti configurazioni per il resto della stagione e comparvero anche sulle moto clienti per il 2011, salvo poi essere accantonate.
I profili alari comparvero nuovamente durante i test pre-stagionali 2015 e furono estensivamente impiegati per tutto il campionato, con tanto di aggiornamenti specifici in base ai circuiti.
Questa soluzione venne presto ripresa anche dai costruttori rivali, fino a quando nel 2017 furono vietate per regolamento. Il divieto fu comunque successivamente aggirato mediante l'introduzione delle cosiddette "carenature aerodinamiche" nelle quali i profili alari sono contenuti nella sagoma della carenatura.
Un'altra soluzione nata in galleria del vento furono le feritoie a branchia di pesce per i radiatori, ottimizzate per bilanciare smaltimento termico ed efficienza aerodinamica.

## Piloti
I piloti titolari che si sono succeduti alla guida delle Desmosedici ufficiali sono: Loris Capirossi, Troy Bayliss, Carlos Checa, Sete Gibernau, Casey Stoner, Marco Melandri, Nicky Hayden, Valentino Rossi, Andrea Dovizioso, Cal Crutchlow, Andrea Iannone, Jorge Lorenzo, Danilo Petrucci, Jack Miller, Francesco Bagnaia ed Enea Bastianini. A questi vanno aggiunti Mika Kallio, Shinichi Itoh, Alex Hofmann, Michele Pirro, Héctor Barberá e Álvaro Bautista che in alcune occasioni hanno corso come wild-card o sostituito i titolari infortunati.
Tra le file dei team satellite invece vi sono stati piloti quali Neil Hodgson, Rubén Xaus, Roberto Rolfo, Alex Barros, Toni Elías, Aleix Espargaró, Niccolò Canepa, Randy de Puniet, Ben Spies, Johann Zarco, Jorge Martín e Marc Márquez. All'infuori degli ufficiali, Héctor Barberá risulta il pilota più fedele alla marca, avendo disputato 6 stagioni complete su moto Ducati di tre squadre differenti. 
I migliori risultati fin ad oggi sono stati ottenuti da Stoner e Bagnaia: il primo può vantare 23 vittorie e il titolo 2007, mentre l'italiano ha sommato 20 vittorie e i titoli 2022 e 2023. Al terzo posto Dovizioso, che ha conquistato 14 gran premi ed è stato vicecampione 2017, 2018 e 2019. Capirossi ha ottenuto 7 vittorie e il terzo posto finale nel 2006.
Tra i collaudatori che han contribuito al progetto vanno inoltre ricordati Vittoriano Guareschi, Shinichi Itoh, Franco Battaini, Michele Pirro e lo stesso Casey Stoner che dal 2016 al 2018 tornò in Ducati proprio in questo ruolo.

## Squadre
Oltre ad essere la moto della squadra ufficiale Ducati Corse, dal 2004 la Desmosedici viene fornita anche ad alcuni team clienti. In particolare proprio in quella stagione nacque la collaborazione col team D'Antin, il quale ebbe a disposizione le GP3 della stagione precedente; nelle stagioni seguenti la squadra spagnola unì le proprie forze col Pramac Racing rimanendo sempre fedele alle moto Ducati. Dal 2013 il Pramac Racing ha ottenuto la qualifica di "Factory supported team Ducati" che permette di disporre di materiale privilegiato rispetto ad altri team clienti e di schierare anche piloti ingaggiati direttamente da Ducati, come successo con Ben Spies e Andrea Iannone. A partire dal 2017, il team Pramac dispone di almeno una Desmosedici in configurazione identica alle ufficiali. Nel 2018 e nel 2021 Pramac ha conquistato il trofeo IRTA riservato al miglior team clienti.
Durante la stagione 2014, a partire dal Gran Premio d'Aragona, iniziò la collaborazione col team spagnolo Avintia Racing. Inizialmente e fino a fine stagione l'accordo prevedeva una singola Desmosedici, mentre nei campionati successivi la fornitura è diventata di due moto.
Tra le altre squadre che hanno impiegato le Desmosedici vanno inoltre ricordati l'Aspar Team (stagioni 2010-2011 e 2016-2018), l'AB Motoracing (2011 e 2012) e una breve esperienza col team "Onde 2000" che nella stagione 2009 disputò solo alcune gare prima di ritirarsi per problemi finanziari.
Nel triennio dalla stagione 2016 alla 2018 si è registrato il più alto numero di Desmosedici mai iscritte al mondiale: alla squadra ufficiale e ai confermati team Pramac e Avintia si aggiunse il ritorno del team Aspar, per un totale di otto Ducati in pista a ogni Gran Premio, escluse ulteriori wild card.

## Caratteristiche tecniche
| Caratteristiche tecniche - Ducati Desmosedici GP5 2005      | Caratteristiche tecniche - Ducati Desmosedici GP5 2005 | Caratteristiche tecniche - Ducati Desmosedici GP5 2005 | Caratteristiche tecniche - Ducati Desmosedici GP5 2005 | Caratteristiche tecniche - Ducati Desmosedici GP5 2005 | Caratteristiche tecniche - Ducati Desmosedici GP5 2005 |
| ----------------------------------------------------------- | --- | --- | --- | --- | --- |
|                                                             | | | | | |
| Dimensioni e pesi                                           | | | | | |
| Ingombri (lungh.×largh.×alt.)                               | 2100 × 750 × 1180 mm | 2100 × 750 × 1180 mm | 2100 × 750 × 1180 mm | 2100 × 750 × 1180 mm | 2100 × 750 × 1180 mm |
| Interasse:                                                  | Interasse: | Massa a vuoto: 148 kg | Massa a vuoto: 148 kg | Serbatoio: 22 litri | Serbatoio: 22 litri |
| Meccanica                                                   | | | | | |
| Tipo motore: Quadricilindrico a 4 tempi a L da 90°          | Tipo motore: Quadricilindrico a 4 tempi a L da 90° | Tipo motore: Quadricilindrico a 4 tempi a L da 90° | Tipo motore: Quadricilindrico a 4 tempi a L da 90° | Raffreddamento: a liquido | Raffreddamento: a liquido |
| Cilindrata                                                  | 989 cm³ | 989 cm³ | 989 cm³ | 989 cm³ | 989 cm³ |
| Distribuzione: Desmodromico a 4 valvole cilindro            | Distribuzione: Desmodromico a 4 valvole cilindro | Distribuzione: Desmodromico a 4 valvole cilindro | Alimentazione: iniezione elettronica | Alimentazione: iniezione elettronica | Alimentazione: iniezione elettronica |
| Potenza: oltre 169 kW (230 CV) a 16.500 rpm                 | Potenza: oltre 169 kW (230 CV) a 16.500 rpm | Coppia: | Coppia: | Rapporto di compressione: | Rapporto di compressione: |
| Frizione: multidisco a secco                                | Frizione: multidisco a secco | Frizione: multidisco a secco | Cambio: sequenziale estraibile a 6 marce (sempre in presa) | Cambio: sequenziale estraibile a 6 marce (sempre in presa) | Cambio: sequenziale estraibile a 6 marce (sempre in presa) |
| Accensione                                                  | elettronica Magneti Marelli | elettronica Magneti Marelli | elettronica Magneti Marelli | elettronica Magneti Marelli | elettronica Magneti Marelli |
| Trasmissione                                                | a catena | a catena | a catena | a catena | a catena |
| Avviamento                                                  | a spinta | a spinta | a spinta | a spinta | a spinta |
| Ciclistica                                                  | | | | | |
| Telaio                                                      | telaio a traliccio in tubi d'acciaio | telaio a traliccio in tubi d'acciaio | telaio a traliccio in tubi d'acciaio | telaio a traliccio in tubi d'acciaio | telaio a traliccio in tubi d'acciaio |
| Sospensioni                                                 | Anteriore: forcella "Öhlins" a steli rovesciati da 42mm completamente regolabile "Öhlins" TT25 / Posteriore: monoammortizzatore completamente regolabile "Öhlins" TT44 | Anteriore: forcella "Öhlins" a steli rovesciati da 42mm completamente regolabile "Öhlins" TT25 / Posteriore: monoammortizzatore completamente regolabile "Öhlins" TT44 | Anteriore: forcella "Öhlins" a steli rovesciati da 42mm completamente regolabile "Öhlins" TT25 / Posteriore: monoammortizzatore completamente regolabile "Öhlins" TT44 | Anteriore: forcella "Öhlins" a steli rovesciati da 42mm completamente regolabile "Öhlins" TT25 / Posteriore: monoammortizzatore completamente regolabile "Öhlins" TT44 | Anteriore: forcella "Öhlins" a steli rovesciati da 42mm completamente regolabile "Öhlins" TT25 / Posteriore: monoammortizzatore completamente regolabile "Öhlins" TT44 |
| Freni                                                       | Anteriore: doppio disco in carbonio da 320 mm con pinza Brembo da 4 pistoncini / Posteriore: disco singolo da 200 mm con pinza Brembo da 2 pistoncini                  | Anteriore: doppio disco in carbonio da 320 mm con pinza Brembo da 4 pistoncini / Posteriore: disco singolo da 200 mm con pinza Brembo da 2 pistoncini                  | Anteriore: doppio disco in carbonio da 320 mm con pinza Brembo da 4 pistoncini / Posteriore: disco singolo da 200 mm con pinza Brembo da 2 pistoncini                  | Anteriore: doppio disco in carbonio da 320 mm con pinza Brembo da 4 pistoncini / Posteriore: disco singolo da 200 mm con pinza Brembo da 2 pistoncini                  | Anteriore: doppio disco in carbonio da 320 mm con pinza Brembo da 4 pistoncini / Posteriore: disco singolo da 200 mm con pinza Brembo da 2 pistoncini                  |
| Pneumatici                                                  | Bridgestone su cerchi Marchesini anteriore e posteriore da 16,5 | Bridgestone su cerchi Marchesini anteriore e posteriore da 16,5 | Bridgestone su cerchi Marchesini anteriore e posteriore da 16,5 | Bridgestone su cerchi Marchesini anteriore e posteriore da 16,5 | Bridgestone su cerchi Marchesini anteriore e posteriore da 16,5 |
| Fonte dei dati: f1network.net dati tecnici delle moto da GP | | | | | |

| Caratteristiche tecniche - Ducati Desmosedici GP10 2010                                | Caratteristiche tecniche - Ducati Desmosedici GP10 2010                                                                                 | Caratteristiche tecniche - Ducati Desmosedici GP10 2010                                                                                 | Caratteristiche tecniche - Ducati Desmosedici GP10 2010                                                                                 | Caratteristiche tecniche - Ducati Desmosedici GP10 2010                                                                                 | Caratteristiche tecniche - Ducati Desmosedici GP10 2010                                                                                 |
| -------------------------------------------------------------------------------------- | --- | --- | --- | --- | --- |
|                                                                                        | | | | | |
| Dimensioni e pesi                                                                      | | | | | |
| Interasse:                                                                             | Interasse: | Massa a vuoto: 150 kg | Massa a vuoto: 150 kg | Serbatoio: 21 litri | Serbatoio: 21 litri |
| Meccanica                                                                              | | | | | |
| Tipo motore: 4 tempi, L4 a 90°                                                         | Tipo motore: 4 tempi, L4 a 90° | Tipo motore: 4 tempi, L4 a 90° | Tipo motore: 4 tempi, L4 a 90° | Raffreddamento: A liquido | Raffreddamento: A liquido |
| Cilindrata                                                                             | 799 cm³ | 799 cm³ | 799 cm³ | 799 cm³ | 799 cm³ |
| Distribuzione: Desmodromica con doppio albero a camme in testa, 4 valvole per cilindro | Distribuzione: Desmodromica con doppio albero a camme in testa, 4 valvole per cilindro                                                  | Distribuzione: Desmodromica con doppio albero a camme in testa, 4 valvole per cilindro                                                  | Alimentazione: Iniezione elettronica indiretta, 4 corpi farfallati con iniettori sopra farfalla                                         | Alimentazione: Iniezione elettronica indiretta, 4 corpi farfallati con iniettori sopra farfalla                                         | Alimentazione: Iniezione elettronica indiretta, 4 corpi farfallati con iniettori sopra farfalla                                         |
| Potenza: Oltre 200 CV                                                                  | Potenza: Oltre 200 CV | Coppia: | Coppia: | Rapporto di compressione: | Rapporto di compressione: |
| Frizione: Multidisco a secco con dispositivo meccanico antisaltellamento               | Frizione: Multidisco a secco con dispositivo meccanico antisaltellamento                                                                | Frizione: Multidisco a secco con dispositivo meccanico antisaltellamento                                                                | Cambio: Estraibile a 6 marce, con rapporti alternativi disponibili                                                                      | Cambio: Estraibile a 6 marce, con rapporti alternativi disponibili                                                                      | Cambio: Estraibile a 6 marce, con rapporti alternativi disponibili                                                                      |
| Trasmissione                                                                           | A catena | A catena | A catena | A catena | A catena |
| Ciclistica                                                                             | | | | | |
| Telaio                                                                                 | In fibra di carbonio | In fibra di carbonio | In fibra di carbonio | In fibra di carbonio | In fibra di carbonio |
| Freni                                                                                  | Anteriore: Doppio disco in carbonio da 320mm con pinze a 4 pistoncini / Posteriore: Disco singolo in acciaio con pinza a due pistoncini | Anteriore: Doppio disco in carbonio da 320mm con pinze a 4 pistoncini / Posteriore: Disco singolo in acciaio con pinza a due pistoncini | Anteriore: Doppio disco in carbonio da 320mm con pinze a 4 pistoncini / Posteriore: Disco singolo in acciaio con pinza a due pistoncini | Anteriore: Doppio disco in carbonio da 320mm con pinze a 4 pistoncini / Posteriore: Disco singolo in acciaio con pinza a due pistoncini | Anteriore: Doppio disco in carbonio da 320mm con pinze a 4 pistoncini / Posteriore: Disco singolo in acciaio con pinza a due pistoncini |
| Pneumatici                                                                             | Bridgestone, anteriore e posteriore 16.5"                                                                                               | Bridgestone, anteriore e posteriore 16.5"                                                                                               | Bridgestone, anteriore e posteriore 16.5"                                                                                               | Bridgestone, anteriore e posteriore 16.5"                                                                                               | Bridgestone, anteriore e posteriore 16.5"                                                                                               |
| Prestazioni dichiarate                                                                 | | | | | |
| Velocità massima                                                                       | oltre 310 km/h | oltre 310 km/h | oltre 310 km/h | oltre 310 km/h | oltre 310 km/h |
| Fonte dei dati: Sito ufficiale Ducati                                                  | | | | | |

| Caratteristiche tecniche - Ducati Desmosedici GP12 2012 | Caratteristiche tecniche - Ducati Desmosedici GP12 2012 | Caratteristiche tecniche - Ducati Desmosedici GP12 2012 | Caratteristiche tecniche - Ducati Desmosedici GP12 2012 | Caratteristiche tecniche - Ducati Desmosedici GP12 2012 | Caratteristiche tecniche - Ducati Desmosedici GP12 2012 |
| ------------------------------------------------------- | --- | --- | --- | --- | --- |
|                                                         | | | | | |
| Dimensioni e pesi                                       | | | | | |
| Interasse:                                              | Interasse: | Massa a vuoto: 157 kg | Massa a vuoto: 157 kg | Serbatoio: 21 litri | Serbatoio: 21 litri |
| Meccanica                                               | | | | | |
| Tipo motore: Quadricilindrico a 4 tempi a V da 90°      | Tipo motore: Quadricilindrico a 4 tempi a V da 90° | Tipo motore: Quadricilindrico a 4 tempi a V da 90° | Tipo motore: Quadricilindrico a 4 tempi a V da 90° | Raffreddamento: a liquido | Raffreddamento: a liquido |
| Cilindrata                                              | 1.000 cm³ | 1.000 cm³ | 1.000 cm³ | 1.000 cm³ | 1.000 cm³ |
| Distribuzione: Desmodromico a 4 valvole cilindro        | Distribuzione: Desmodromico a 4 valvole cilindro | Distribuzione: Desmodromico a 4 valvole cilindro | Alimentazione: iniezione elettronica | Alimentazione: iniezione elettronica | Alimentazione: iniezione elettronica |
| Potenza: oltre 169 kW (230 CV)                          | Potenza: oltre 169 kW (230 CV) | Coppia: | Coppia: | Rapporto di compressione: | Rapporto di compressione: |
| Frizione: multidisco a secco                            | Frizione: multidisco a secco | Frizione: multidisco a secco | Cambio: sequenziale estraibile a 6 marce (sempre in presa) | Cambio: sequenziale estraibile a 6 marce (sempre in presa) | Cambio: sequenziale estraibile a 6 marce (sempre in presa) |
| Accensione                                              | elettronica Magneti Marelli | elettronica Magneti Marelli | elettronica Magneti Marelli | elettronica Magneti Marelli | elettronica Magneti Marelli |
| Trasmissione                                            | a catena | a catena | a catena | a catena | a catena |
| Avviamento                                              | a spinta | a spinta | a spinta | a spinta | a spinta |
| Ciclistica                                              | | | | | |
| Telaio                                                  | alluminio | alluminio | alluminio | alluminio | alluminio |
| Sospensioni                                             | Anteriore: forcella "Öhlins" a steli rovesciati da 48mm completamente regolabile "Öhlins" / Posteriore: monoammortizzatore completamente regolabile "Öhlins" TT44 | Anteriore: forcella "Öhlins" a steli rovesciati da 48mm completamente regolabile "Öhlins" / Posteriore: monoammortizzatore completamente regolabile "Öhlins" TT44 | Anteriore: forcella "Öhlins" a steli rovesciati da 48mm completamente regolabile "Öhlins" / Posteriore: monoammortizzatore completamente regolabile "Öhlins" TT44 | Anteriore: forcella "Öhlins" a steli rovesciati da 48mm completamente regolabile "Öhlins" / Posteriore: monoammortizzatore completamente regolabile "Öhlins" TT44 | Anteriore: forcella "Öhlins" a steli rovesciati da 48mm completamente regolabile "Öhlins" / Posteriore: monoammortizzatore completamente regolabile "Öhlins" TT44 |
| Freni                                                   | Anteriore: doppio disco in carbonio da 320 mm con pinza Brembo da 4 pistoncini / Posteriore: disco singolo con pinza Brembo da 2 pistoncini                       | Anteriore: doppio disco in carbonio da 320 mm con pinza Brembo da 4 pistoncini / Posteriore: disco singolo con pinza Brembo da 2 pistoncini                       | Anteriore: doppio disco in carbonio da 320 mm con pinza Brembo da 4 pistoncini / Posteriore: disco singolo con pinza Brembo da 2 pistoncini                       | Anteriore: doppio disco in carbonio da 320 mm con pinza Brembo da 4 pistoncini / Posteriore: disco singolo con pinza Brembo da 2 pistoncini                       | Anteriore: doppio disco in carbonio da 320 mm con pinza Brembo da 4 pistoncini / Posteriore: disco singolo con pinza Brembo da 2 pistoncini                       |
| Pneumatici                                              | Bridgestone su cerchi Marchesini anteriore e posteriore da 16,5                                                                                                   | Bridgestone su cerchi Marchesini anteriore e posteriore da 16,5                                                                                                   | Bridgestone su cerchi Marchesini anteriore e posteriore da 16,5                                                                                                   | Bridgestone su cerchi Marchesini anteriore e posteriore da 16,5                                                                                                   | Bridgestone su cerchi Marchesini anteriore e posteriore da 16,5                                                                                                   |
| Fonte dei dati: dati tecnici delle moto da GP           | | | | | |

## Successi
4 Campionati Mondiali Piloti: 
- 1 Casey Stoner (2007)
- 2 Francesco Bagnaia (2022, 2023)
- 1 Jorge Martín (2024)

6 Campionati Mondiali Costruttori (2007, 2020, 2021, 2022,
2023, 2024)
116 vittorie:
- 2003: 1 (Capirossi 1)
- 2005: 2 (Capirossi 2)
- 2006: 4 (Capirossi 3, Bayliss 1)
- 2007: 11 (Stoner 10, Capirossi 1)
- 2008: 6 (Stoner 6)
- 2009: 4 (Stoner 4)
- 2010: 3 (Stoner 3)
- 2016: 2 (Iannone 1, Dovizioso 1)
- 2017: 6 (Dovizioso 6)
- 2018: 7 (Dovizioso 4, Lorenzo 3)
- 2019: 3 (Dovizioso 2, Petrucci 1)
- 2020: 2 (Dovizioso 1, Petrucci 1)
- 2021: 7 (Bagnaia 4, Miller 2, Martín 1)
- 2022: 12 (Bagnaia 7, Bastianini 4, Miller 1)
- 2023: 17 (Bagnaia 7, Martín 4, Bezzecchi 3, Bastianini 1, Zarco 1, Di Giannantonio 1)
- 2024: 19 (Bagnaia 11, Martín 3, M. Màrquez 3, Bastianini 2)
- 2025: 10 (M. Màrquez 8, Bagnaia 1, A. Màrquez 1) Campionato in corso